# Gerrymandering

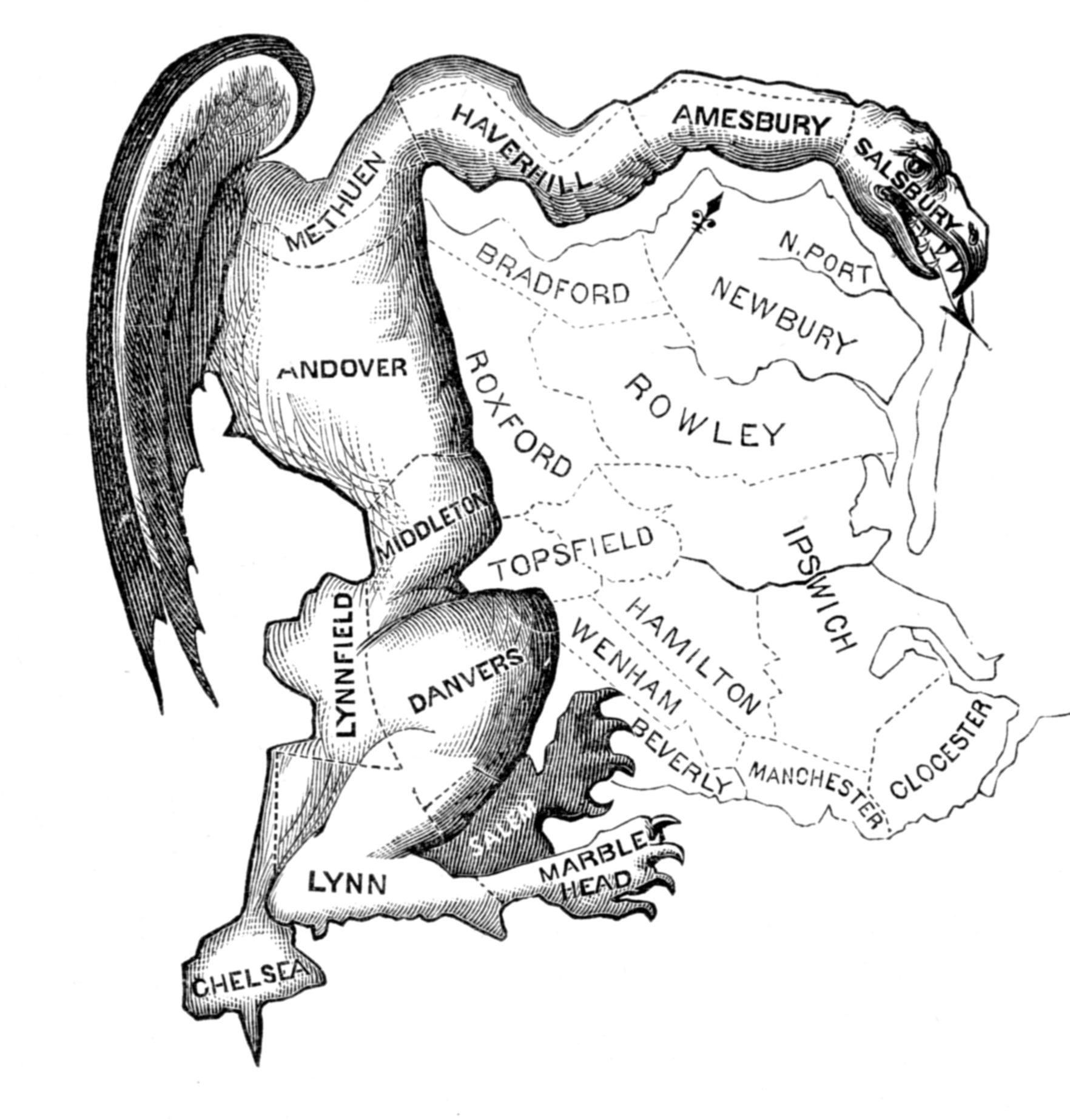
Karikatura z Boston Gazette (zde výřez) poukazuje na nepřirozený tvar nových volebních obvodů, které vytvořil guvernér Elbridge Gerry.

Gerrymandering (anglická výslovnost [ˈdʒɛrimændərɪŋ], česky přibližně [džerimandering]) je účelové manipulování s hranicemi volebních obvodů (na základě znalosti volebních preferencí voličů) tak, aby došlo ke zvýhodnění politické strany, která úpravu volebních obvodů prosadila.
Vzniklé volební obvody jsou často nápadné tím, že nerespektují historické ani přirozené hranice, mají zřetelně složitý tvar (v některých státech dokonce ani netvoří souvislé území) a někdy dokonce zahrnují odlišný počet voličů (a tím pádem porušují rovné volební právo). Gerrymandering je způsob, jak obejít základní demokratický princip – rozhodnutí většiny. Tato taktika se využívá především tam, kde je většinový volební systém a způsobuje značné množství propadlých hlasů. Lze ji ovšem do určité míry využít i v poměrném volebním systému.

## Etymologie slova
Termín Gerrymander (původně Gerry-Mander) vznikl spojením příjmení Gerry a slova salamander (nikoliv ovšem běžný mlok, ale mytický salamandr, často zobrazovaný jako okřídlený ještěr). Tento termín byl poprvé použit autorem článku v Boston Gazette, 26. března 1812, který poukazoval na nekalé praktiky, jimiž se guvernér Elbridge Gerry snažil ovlivnit senátní volby v americkém státě Massachusetts. Před volbami v roce 1812 guvernér Gerry nově přerozdělil volební obvody v Massachusetts, aby zajistil vítězství kandidáta Demokraticko-republikánské strany, k níž sám patřil. Když byly nové obvody zakresleny do mapy, karikaturistovi Boston Gazette jeden z nich připomínal ještěra, který obtáčí ostatní volební obvody, a nazval jej Gerry-Mander. Nesprávný je tedy výklad, který vznik slova Gerrymander připisuje podobnosti volebních obvodů ke skvrnám na kůži mloka.

## Taktika a typy gerrymanderingu

Schematické znázornění gerrymanderingu. Zatímco na prvním obrázku jsou ve všech čtyřech obvodech vyrovnané počty zelených a fialových, taktikou koncentrace a roztříštění lze získat většinu obvodů, v nichž mají převahu fialoví nebo naopak zelení.

Prvořadým cílem gerrymanderingu je maximalizovat vliv hlasů svých příznivců a minimalizovat vliv hlasů pro soupeře. Toho lze dosáhnout několika způsoby:
- Roztříštění voličů určitého typu mezi více volebních obvodů tak, aby v žádném nevytvořili dostatečně velký počet pro získání mandátu. Například, pokud voliči v centru města a voliči na předměstí hlasují odlišně, lze namísto respektování historických hranic mezi městskými obvody vytvořit volební obvody paprskovité, které budou zahrnovat část centra a část předměstí tak, aby v každém z obvodů měla většinu ta skupina, která podporuje vládnoucí stranu.

- Koncentrace voličů jednoho typu do jednoho volebního obvodu a tím snížení jejich počtu a vliv v jiných obvodech. Jestliže v určité oblasti mají převahu voliči opozice, může se vládnoucí strana pokusit je zahrnout do jediného obvodu, který „obětuje“ opozici a vytvořit větší počet obvodů, kde budou mít převahu její vlastní příznivci.

- „Únos kandidáta“, to jest upravit hranice dvou volebních obvodů tak, aby dvě osobnosti z jedné politické strany nyní kandidovaly proti sobě v jednom obvodě, zatímco ve druhém obvodě postižená strana žádnou vhodnou osobnost nemá (možné aplikovat jen tam, kde je kandidatura podmíněna trvalým bydlištěm nebo dlouhodobým pobytem v rámci volebního obvodu).

- „Únos voličů“, je podobný roztříštění a nastává tím, že část volebního obvodu s převahou voličů, kteří podporují určitého kandidáta nebo stranu, se připojí k jinému obvodu, v němž preferovaný kandidát nebo strana vůbec nekandiduje, a voliči jsou tak nuceni si vybrat jiný subjekt, kterému dají ve volbách svůj hlas. Tuto taktiku lze aplikovat i za tím účelem, aby spříznění voliči z obvodu, kde tvoří menšinu bez naděje na úspěch, pojistili vítězství v obvodě, kde jsou počty příznivců a opozice víceméně vyrovnané.

V praxi se kombinuje více způsobů najednou, například taktikou koncentrace voličů opozice do několika málo volebních obvodů, které jsou tak „obětovány“ a jejich roztříštěním ve většině ostatních obvodů lze dosáhnout volebního vítězství i v oblasti, kde má jinak převahu opozice (viz schéma).

## Příklady použití gerrymanderingu
Gerrymandering se často zneužívá k oslabení volebního práva etnických či náboženských menšin, zejména na územích, kde tyto menšiny mají lokální početní převahu.
Některé demokratické státy, například Nizozemsko, používají volební systémy pouze s jediným (celostátním) volebním obvodem. To prakticky vylučuje gerrymandering v parlamentních volbách, ale nezabrání mu na komunální úrovni.

### Spojené státy

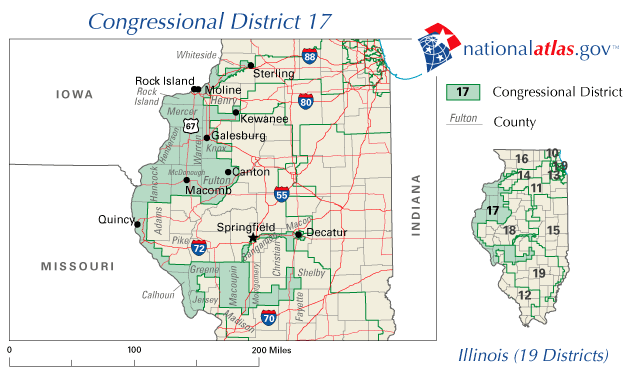
Zvlášť křiklavý případ, novináři označovaný jako „Králík na skateboardu“, ve státě Illinois z let 2003–2013. Volební obvod č. 17 vznikl na základě dohody republikánů a demokratů s cílem udržet ve funkci demokratického poslance za 17. obvod a republikánské poslance z okolních obvodů tím, že města Springfield a Decatur s výrazným počtem demokratických voličů byly vyjmuty z republikánské „domény“ a připojeny k „doméně“ demokratů.

USA jako země s dlouhodobou tradicí hlasovacího práva občanů a s převážně většinovým volebním systémem je současně zemí, kde byl gerrymandering poprvé popsán a kde je také velmi často využíván. První pokus o gerrymandering dokonce předcházel éře guvernéra Gerryho, když v roce 1788 při vůbec prvních volbách do kongresu USA se Anti-federalisté ovládající místní parlament snažili rozvrhnout volební obvody ve Virginii tak, aby James Madison nebyl zvolen do kongresu (tato snaha nebyla úspěšná).
Velmi rozšířeným jevem byl gerrymandering jako nástroj ke snížení zastoupení menšin ve vládách jednotlivých států i v kongresu USA. Ve státě Ohio byl dokonce nahrán rozhovor mezi republikánskými úředníky, kteří prováděli úpravy volebních obvodů s cílem minimalizovat vliv Afroameričanů, kteří zpravidla hlasovali pro demokratické kandidáty. S rozvojem hnutí za lidská práva ve druhé polovině 60. let byly přijaty zákony zakazující nebo alespoň silně redukující případy gerrymanderingu proti rasovým a etnickým menšinám v USA, nicméně v praxi se stále provádí ve prospěch bipartizmu (politické dominance republikánů a demokratů). Mezinárodní pozorovatelé z OBSE ještě v roce 2004 kritizovali způsob stanovení volebních obvodů a jejich vliv na průběh voleb do Kongresu USA a doporučili řadu změn nezbytných pro skutečnou konkurenceschopnost kandidujících subjektů.

### Velká Británie – Severní Irsko
Gerrymandering (irsky: Claonroinnt) byl široce aplikován od zavedení volebního práva v Severním Irsku až do roku 1972 s cílem upřednostnit protestanty, respektive unionisty loajální k britské koruně a to na úkor katolíků, kteří byli převážně irskými nacionalisty.

### Česká republika
V českých zemích byl gerrymandering častým jevem při parlamentních volbách v dobách první republiky s cílem snížit politický vliv německých voličů. Díky „správnému“ rozvržení volebních obvodů tak bylo například možné, aby při posledních volbách v roce 1935 Republikánská strana se ziskem 14,29 % všech odevzdaných hlasů obdržela v parlamentu 45 mandátů a SdP se ziskem 15,18% hlasů obdržela pouze 44 mandátů.
Nejkřiklavějším případem z posledních let byly volby do obecních zastupitelstev v roce 2010 v Praze. ODS ovládající pražské zastupitelstvo v předchozím volebním období iniciovala a prosadila nové rozdělení území Prahy na sedm devítimandátových obvodů, v jehož důsledku se fakticky zvýšila uzavírací klauzule z 5% na 7–8%, a do pražského zastupitelstva se tak nedostaly některé subjekty, které by jinak na mandáty ve volbách dosáhly (koalice SNK a SZ) a ODS díky tomu i navzdory velkému propadu mohla po volbách vytvořit „velkou koalici“ s ČSSD a udržet se v české metropoli i nadále u moci.
Proti novému rozdělení Prahy na volební obvody podalo osm kandidujících subjektů ještě před konáním voleb stížnost u Nejvyššího správního soudu a po skončení voleb napadlo jejich výsledek jedenáct subjektů u Městského soudu v Praze a proti zamítavému usnesení městského soudu pak podali stížnost k Ústavnímu soudu.
Podle rozhodnutí NSS stěžovatelé neprokázali, že by v důsledku opatření došlo k nepřípustnému zásahu do poměrného volebního systému, protože v případě komunálních voleb zákon ponechal prostor k modifikaci charakteru volebního systému vymezením dalších parametrů, mezi něž patří i možnost rozdělit obec na volební obvody. Následně NSS srovnal největší a nejmenší pražský volební obvod a konstatoval, že co do počtu voličů je mezi nimi rozdíl 15,78 % a dospěl přitom k závěru, že takové odchylky jsou v rámci Ústavním soudem vymezené přijatelné odchylky (nejvýše 30 %).
Podle rozhodnutí ÚS se stěžovatelům nepodařilo prokázat účelovost postupu pražského zastupitelstva s odkazem na oficiálně deklarované důvody pro novou úpravu. Argumenty stěžovatelů poukazující na konkrétní výsledky voleb, tj. rozdílnou váhu hlasu, faktické zvýšení uzavírací klauzule apod., ÚS nepovažoval za dostatečné. Několik soudců ÚS však připojilo k nálezu své výhrady, nejostřeji Eliška Wagnerová, která zejména kritizovala skutečnost, že ÚS nevyhověl návrhu na zrušení části § 27 zákona o volbách do zastupitelstev obcí, jehož protiústavnost je dle ní „do očí bijící“, neboť „umožňuje měnit pravidla politické soutěže během hry“. Dále kritizovala nedostatečné záruky realizace rovného volebního práva. Ostrou kritiku připojil mj. i Pavel Rychetský podle něhož argumentace v nálezu ÚS, že k obdobné situaci došlo i v minulých volbách do pražského zastupitelstva (1998 a 2002), je intelektuálně na úrovni dopadeného zloděje, který se hájí tvrzením „že i jiní kradli a běhají na svobodě“.
Za gerrymandering bylo označeno i rozdělení volebních obvodů na Praze 9 před komunálními volbami 2018, kdy byla do jednoho obvodu spojena dvě nesouvisející území. Obvod č. 2 sestával ze Střížkova a Hrdlořez, které leží na opačných koncích městské části.